# UCI Europe Tour 2013
L'UCI Europe Tour 2013 fu la nona edizione dell'UCI Europe Tour, uno dei cinque circuiti continentali di ciclismo dell'Unione Ciclistica Internazionale. Era composto da più di 300 corse che si tennero dal 27 gennaio al 20 ottobre 2013 in Europa. Fu vinto dall'austriaco Riccardo Zoidl, la migliore squadra fu il Team Europcar, mentre la nazione prima classificata fu la Francia.

## Calendario

### Gennaio
| Data | Prova                                      | Cat. | Vincitore       | Squadra            |
| ---- | ------------------------------------------ | ---- | --------------- | ------------------ |
| 27   | Grand Prix Cycliste la Marseillaise (2013) | 1.1  | Justin Jules    | La Pomme Marseille |
| 30-3 | Étoile de Bessèges (2013)                  | 2.1  | Jonathan Hivert | Sojasun            |

### Febbraio
| Data  | Prova                                                 | Cat. | Vincitore          | Squadra                    |
| ----- | ----------------------------------------------------- | ---- | ------------------ | -------------------------- |
| 3     | Trofeo Palma                                          | 1.1  | Kenny Dehaes       | Lotto-Belisol Team         |
| 4     | Trofeo Migjorn                                        | 1.1  | Leigh Howard       | Orica-GreenEDGE            |
| 5     | Trofeo Deià                                           | 1.1  | Alejandro Valverde | Movistar Team              |
| 6     | Trofeo Platja de Muro                                 | 1.1  | Leigh Howard       | Orica-GreenEDGE            |
| 6-10  | Tour Méditerranéen (2013)                             | 2.1  | Thomas Löfkvist    | IAM Cycling                |
| 14-17 | Volta ao Algarve (2013)                               | 2.1  | Tony Martin        | Omega Pharma-Quickstep     |
| 16    | Trofeo Laigueglia (2013)                              | 1.1  | Filippo Pozzato    | Lampre-Merida              |
| 16-17 | Tour du Haut-Var (2013)                               | 2.1  | Arthur Vichot      | FDJ                        |
| 17-20 | Vuelta a Andalucía - Ruta Ciclista del Sol (2013)     | 2.1  | Alejandro Valverde | Movistar Team              |
| 23    | Vuelta a Murcia (2013)                                | 1.1  | Daniel Navarro     | Cofidis, Solutions Crédits |
| 23    | La Drôme Classic                                      | 1.1  | annullata          |                            |
| 23    | Beverbeek Classic (2013)                              | 1.2  | Nick van der Lijke | Rabobank Development Team  |
| 23    | Omloop Het Nieuwsblad (2013)                          | 1.HC | Luca Paolini       | Katusha Team               |
| 24    | Kuurne-Bruxelles-Kuurne                               | 1.1  | annullata          |                            |
| 24    | Classic Sud Ardèche - Souvenir Francis Delpech (2013) | 1.1  | Mathieu Drujon     | Big Mat-Auber 93           |
| 24    | Gran Premio di Lugano                                 | 1.1  | annullato          |                            |
| 24    | Clásica de Almería (2013)                             | 1.1  | Mark Renshaw       | Blanco Pro Cycling Team    |
| 27    | Le Samyn (2013)                                       | 1.1  | Aleksej Catevič    | Katusha Team               |
| 28    | Gran Premio Città di Camaiore (2013)                  | 1.1  | Peter Sagan        | Cannondale Pro Cycling     |

### Marzo
| Data  | Prova                                                    | Cat. | Vincitore            | Squadra                             |
| ----- | -------------------------------------------------------- | ---- | -------------------- | ----------------------------------- |
| 1-3   | Tre Giorni delle Fiandre Occidentali (2013)              | 2.1  | Kristof Vandewalle   | Omega Pharma-Quickstep Cycling Team |
| 2     | Strade Bianche (2013)                                    | 1.1  | Moreno Moser         | Cannondale Pro Cycling              |
| 2     | Ster van Zwolle (2013)                                   | 1.2  | Dylan van Baarle     | Rabobank Development Team           |
| 3     | Roma Maxima (2013)                                       | 1.1  | Blel Kadri           | AG2R La Mondiale                    |
| 3     | GP de la Ville de Lillers - Souvenir Bruno Comini (2013) | 1.2  | Benoît Daeninck      | CC Nogent-sur-Oise                  |
| 3     | Trofeo ZSŠDI                                             | 1.2  | annullato            |                                     |
| 6     | Umag Trophy (2013)                                       | 1.2  | Aljaž Hočevar        | Adria Mobil                         |
| 9     | Albert Achterhes Ronde van Drenthe (2013)                | 1.1  | Alexander Wetterhall | Team NetApp-Endura                  |
| 10    | Dwars door Drenthe                                       | 1.1  | annullato            |                                     |
| 10    | Omloop van het Waasland (2013)                           | 1.2  | Pieter Jacobs        | Topsport Vlaanderen-Baloise         |
| 10    | Dorpenomloop Rucphen (2013)                              | 1.2  | Dylan van Baarle     | Rabobank Development Team           |
| 10    | Poreč Trophy (2013)                                      | 1.2  | Matej Mugerli        | Adria Mobil                         |
| 10    | Kattekoers (2013)                                        | 1.2  | Jérôme Baugnies      | To Win-Josan Cycling Team           |
| 10    | Parigi-Troyes (2013)                                     | 1.2  | Jean-Marc Bideau     | Bretagne-Séché Environnement        |
| 13    | Nokere Koerse                                            | 1.1  | annullato            |                                     |
| 14    | GP Nobili Rub. - Coppa Papà Carlo - Coppa Stresa (2013)  | 1.1  | Bob Jungels          | RadioShack-Leopard                  |
| 14-17 | Istrian Spring Trophy (2013)                             | 2.2  | Matej Mugerli        | Team Gourmetfein-Simplon            |
| 15    | Handzame Classic (2013)                                  | 1.1  | Kenny Dehaes         | Lotto-Belisol Team                  |
| 16    | Classic Loire-Atlantique (2013)                          | 1.1  | Edwig Cammaerts      | Cofidis, Solutions Crédits          |
| 17    | Cholet-Pays de Loire (2013)                              | 1.1  | Damien Gaudin        | Team Europcar                       |
| 17    | Grand Prix de la Ville de Nogent-sur-Oise (2013)         | 1.2  | Alexander Kamp       | Team Cult Energy                    |
| 17    | Gran Premio San Giuseppe (2013)                          | 1.2  | Luca Chirico         | Trevigiani-Dynamon-Bottoli          |
| 18-24 | Tour de Normandie (2013)                                 | 2.2  | Silvan Dillier       | BMC Development Team                |
| 20    | Dwars door Vlaanderen (2013)                             | 1.HC | Oscar Gatto          | Vini Fantini-Selle Italia           |
| 20-24 | Settimana Internazionale di Coppi e Bartali (2013)       | 2.1  | Diego Ulissi         | Lampre-Merida                       |
| 20-24 | Volta ao Alentejo/Crédito Agrícola Costa Azul (2013)     | 2.2  | Jasper Stuyven       | Bontrager Cycling Team              |
| 23    | Košice-Miskolc (2013)                                    | 1.2  | Michal Kolár         | Dukla Trenčín Trek                  |
| 23-24 | Critérium International (2013)                           | 2.HC | Chris Froome         | Sky Procycling                      |
| 26-28 | Driedaagse De Panne - Koksijde (2013)                    | 2.HC | Sylvain Chavanel     | Omega Pharma-Quickstep              |
| 29    | Route Adélie de Vitré (2013)                             | 1.1  | Alessandro Malaguti  | Androni Giocattoli-Venezuela        |
| 29-31 | Le Triptyque des Monts et Châteaux (2013)                | 2.2  | Fabio Silvestre      | Leopard-Trek Continental Team       |
| 30    | Volta Limburg Classic (2013)                             | 1.1  | Rüdiger Selig        | Katusha Team                        |
| 30    | Gran Premio Miguel Indurain (2013)                       | 1.HC | Simon Špilak         | Katusha Team                        |
| 30-31 | Boucle de l'Artois (2013)                                | 2.2  | Fredrik Ludvigsson   | Team People4you-Unaas Cycling       |
| 31    | Vuelta a La Rioja (2013)                                 | 1.1  | Francesco Lasca      | Caja Rural-Seguros RGA              |
| 31    | Val d'Ille Classic - Souvenir Julien Ditlecadet (2013)   | 1.1  | Nacer Bouhanni       | FDJ                                 |
| 31    | Flèche d'Emeraude - Saint-Malo                           | 1.1  | annullata            |                                     |

### Aprile
| Data  | Prova                                                 | Cat.   | Vincitore                | Squadra                           |
| ----- | ----------------------------------------------------- | ------ | ------------------------ | --------------------------------- |
| 1     | Giro del Belvedere di Villa di Cordignano             | 1.2U   | Stefan Küng              | BMC Development Team              |
| 2     | Gran Premio Palio del Recioto                         | 1.2U   | Caleb Ewan               | Australia                         |
| 2-5   | Circuit Cycliste Sarthe - Pays de la Loire            | 2.1    | Pierre Rolland           | Team Europcar                     |
| 3     | Scheldeprijs (2013)                                   | 1.HC   | Marcel Kittel            | Argos-Shimano                     |
| 3-7   | Grand Prix of Sochi                                   | 2.2    | Vitalij Buc              | Kolss Cycling Team                |
| 4     | Grand Prix Pino Cerami (2013)                         | 1.1    | Jonas Vangenechten       | Lotto-Belisol Team                |
| 5-7   | Circuit des Ardennes                                  | 2.2    | Riccardo Zoidl           | Team Gourmetfein-Simplon          |
| 6     | Giro delle Fiandre Under-23                           | 1.Ncup | Rick Zabel               | Germania                          |
| 7     | Klasika Primavera de Amorebieta (2013)                | 1.1    | Rui Costa                | Movistar Team                     |
| 7     | Grand Prix Šenčur                                     | 1.2    | Radoslav Rogina          | Adria Mobil                       |
| 7     | Trofeo Banca Popolare di Vicenza                      | 1.2U   | Michele Scartezzini      | Trevigiani-Dynamon-Bottoli        |
| 9     | Parigi-Camembert (2013)                               | 1.1    | Pierrick Fédrigo         | FDJ                               |
| 10    | Freccia del Brabante (2013)                           | 1.HC   | Peter Sagan              | Cannondale Pro Cycling            |
| 10    | La Côte Picarde                                       | 1.Ncup | Caleb Ewan               | Australia                         |
| 10-14 | Tour du Loir-et-Cher E. Provost                       | 2.2    | Tino Thoemel             | NSP-Ghost                         |
| 11    | Grand Prix de Denain Porte du Hainaut (2013)          | 1.1    | Arnaud Démare            | FDJ                               |
| 12-14 | Vuelta a Castilla y León                              | 2.1    | Rubén Plaza              | Movistar Team                     |
| 13    | Tour du Finistère (2013)                              | 1.1    | Cyril Gautier            | Team Europcar                     |
| 13    | Trofeo Edil C                                         | 1.2    | Andrea Zordan            | Zalf-Euromobil-Désirée-Fior       |
| 13    | Liegi-Bastogne-Liegi Under-23                         | 1.2U   | Michael Valgren Andersen | Team Cult Energy                  |
| 13    | ZLM Tour                                              | 1.Ncup | Yoeri Havik              | Cyclingteam De Rijke-Shanks       |
| 14    | Tro-Bro Léon (2013)                                   | 1.1    | Francis Mourey           | FDJ                               |
| 14    | Giro dell'Appennino                                   | 1.1    | annullato                |                                   |
| 14    | Grand Prix of Donetsk                                 | 1.2    | Anatolij Pachtusov       | ISD Continental Team              |
| 14    | Zellik-Galmaarden                                     | 1.2    | annullata                |                                   |
| 16-19 | Giro del Trentino (2013)                              | 2.HC   | Vincenzo Nibali          | Astana Pro Team                   |
| 16-20 | Toscana-Terra di ciclismo                             | 2.Ncup | annullato                |                                   |
| 17-21 | Grand Prix of Adygeya                                 | 2.2    | Andrij Chrypta           | Kolss Cycling Team                |
| 20    | Gran Premio de Llodio                                 | 1.1    | annullato                |                                   |
| 20    | Arno Wallaard Memorial                                | 1.2    | Coen Vermeltfoort        | Cyclingteam De Rijke-Shanks       |
| 20    | Grand Prix Herning (2013)                             | 1.2    | Lasse Norman Hansen      | Blue Water Cycling                |
| 20    | Banja Luka-Beograd I (2013)                           | 1.2    | Michal Kolar             | Dukla Trenčín Trek                |
| 21    | La Roue Tourangelle Région Centre (2013)              | 1.1    | Mickaël Delage           | FDJ                               |
| 21    | Parigi-Mantes-en-Yvelines                             | 1.2    | Nicolas Baldo            | Atlas Personal-Jakroo             |
| 21    | Banja Luka-Beograd II (2013)                          | 1.2    | Matej Mugerli            | Adria Mobil                       |
| 21    | Ronde van Noord-Holland                               | 1.2    | Dylan Groenewegen        | Cyclingteam De Rijke-Shanks       |
| 21    | Rutland-Melton International CiCLE Classic            | 1.2    | Ian Wilkinson            | Team UK Youth                     |
| 21-28 | Presidential Cycling Tour of Turkey                   | 2.HC   | Mustafa Sayar            | Torku Şekerspor                   |
| 25    | Gran Premio della Liberazione                         | 1.2U   | Il'ja Koševoj            | Big Hunter-Seanese                |
| 25-1  | Tour de Bretagne Cycliste - Trophée Harmonie Mutuelle | 2.2    | Riccardo Zoidl           | Team Gourmetfein-Simplon          |
| 26    | Skive-Lobet                                           | 2.1    | Patrick Clausen          | Team Cult Energy                  |
| 27    | Gran Premio Industria e Artigianato (2013)            | 1.1    | Mauro Santambrogio       | Vini Fantini-Selle Italia         |
| 27    | Himmerland Rundt                                      | 1.2    | Yoeri Havik              | Cyclingteam De Rijke-Shanks       |
| 27    | Zuidoost Drenthe Classic Zuidenveldtour               | 1.2    | Jeff Vermeulen           | Metec-TKH Continental Cyclingteam |
| 28    | Giro della Toscana (2013)                             | 1.1    | Mattia Gavazzi           | Androni Giocattoli-Venezuela      |
| 28    | Zuidoost Drenthe Classic Kasseienomloop               | 1.2    | Brian van Goethem        | Metec-TKH Continental Cyclingteam |
| 28    | Gran Premio Industrie del Marmo                       | 1.2    | Luca Benedetti           | GS Mastromarco-Sensi-Dover        |
| 28    | Destination Thy                                       | 1.2    | Constantino Zaballa      | Christina Watches-Onfone          |

### Maggio
| Data  | Prova                                               | Cat. | Vincitore                | Squadra                       |
| ----- | --------------------------------------------------- | ---- | ------------------------ | ----------------------------- |
| 1     | Memoriał Andrzeja Trochanowskiego                   | 1.2  | Konrad Dąbkowski         | BDC MarcPol                   |
| 1     | Mayor Cup                                           | 1.2  | Vitalij Buc              | Kolss Cycling Team            |
| 1     | Grote 1 Mei-Prijs - Ereprijs Victor De Bruyne       | 1.2  | Coen Vermeltfoort        | Cyclingteam De Rijke-Shanks   |
| 1     | Trofeo Papà Cervi - Coppa 1º maggio                 | 1.2  | annullato                | annullato                     |
| 1     | Rund um den Finanzplatz Eschborn-Frankfurt Under-23 | 1.2U | Lasse Norman Hansen      | Blue Water Cycling            |
| 1     | Rund um den Finanzplatz Eschborn-Frankfurt (2013)   | 1.HC | Simon Špilak             | Katusha Team                  |
| 1-5   | Tour d'Azerbaïdjan                                  | 2.2  | Serhij Hrečyn            | Torku Şekerspor               |
| 1-5   | Karpacki Wyścig Kurierów                            | 2.2U | Stefan Poutsma           | Cyclingteam Jo Piels          |
| 1-5   | Quatre Jours de Dunkerque - Tour du Nord-P.d.C.     | 2.HC | Arnaud Démare            | FDJ                           |
| 2     | Memorial Oleg Dyachenko                             | 1.2  | Aleksandr Rybakov        | RusVelo                       |
| 3     | Grand Prix Dobrich I                                | 1.2  | annullato                | annullato                     |
| 3     | Grand Prix of Moscow                                | 1.2  | Ivan Kovalëv             | RusVelo                       |
| 3-5   | Szlakiem Grodów Piastowskich                        | 2.1  | Jan Bárta                | Team NetApp-Endura            |
| 4     | Hadeland GP                                         | 1.2  | Fredrik Strand Galta     | Team Øster Hus-Ridley         |
| 4     | Berner Rundfahrt                                    | 1.2  | Marcel Wyss              | IAM Cycling                   |
| 4     | Ronde van Overijssel                                | 1.2  | Tom Vermeer              | Cyclingteam Jo Piels          |
| 4     | Vuelta a la Comunidad de Madrid                     | 2.1  | Javier Moreno            | Movistar Team                 |
| 5     | Ringerike Grand Prix                                | 1.2  | Reidar Borgersen         | Joker-Merida                  |
| 5     | Grand Prix Dobrich II                               | 1.2  | annullato                | annullato                     |
| 5     | Circuit de Wallonie                                 | 1.2  | Sébastien Delfosse       | Crelan-Euphony                |
| 5     | Circuito del Porto - Trofeo Internazionale Arvedi   | 1.2  | Paolo Simion             | Zalf-Euromobil-Désirée-Fior   |
| 5-9   | Five Rings of Moscow                                | 2.2  | Maksim Razumov           | Itera-Katusha                 |
| 8-12  | Giro della Regione Friuli Venezia Giulia            | 2.2  | Jan Polanc               | Radenska                      |
| 8-12  | Flèche du Sud                                       | 2.2  | Michael Valgren Andersen | Team Cult Energy              |
| 9     | Tour du Limbourg                                    | 1.2  | Olivier Chevalier        | Wallonie-Bruxelles            |
| 9-12  | Rhône-Alpes Isère Tour                              | 2.2  | Nico Sijmens             | Cofidis, Solutions Crédits    |
| 9-12  | Tour de Berlin                                      | 2.2U | Mathias Møller Nielsen   | Blue Water Cycling            |
| 10-12 | Vuelta a Asturias                                   | 1.2  | Amets Txurruka           | Caja Rural-Seguros RGA        |
| 10-12 | Tour de Picardie                                    | 2.1  | Marcel Kittel            | Argos-Shimano                 |
| 11    | Scandinavian Race Uppsala                           | 1.2  | Alexander Gingsjö        | Team People4you-Unaas Cycling |
| 11    | Classic Beograd-Čačak                               | 1.2  | Matej Mugerli            | Adria Mobil                   |
| 12    | Rund um Köln (2013)                                 | 1.1  | Sébastien Delfosse       | Crelan-Euphony                |
| 13-18 | Olympia's Tour                                      | 2.2  | Dylan van Baarle         | Rabobank Development Team     |
| 15-19 | Circuit de Lorraine                                 | 2.1  | annullato                | annullato                     |
| 15-19 | Tour of Norway                                      | 2.1  | Edvald Boasson Hagen     | Sky Procycling                |
| 15-19 | International Tour of Hellas                        | 2.2  | annullato                | annullato                     |
| 16-19 | Ronde de l'Isard d'Ariège                           | 2.2U | Juan Ernesto Chamorro    | 472 Colombia                  |
| 18    | Grand Prix Criquielion                              | 1.2  | Boris Vallée             | Color Code-Biowanze           |
| 18-19 | Paris-Arras Tour                                    | 2.2  | Joey Rosskopf            | Hincapie Sportswear           |
| 19    | Neuseen Classics - Rund um die Braunkohle           | 1.1  | annullata                | annullata                     |
| 19    | Omloop der Kempen                                   | 1.2  | Eugenio Alafaci          | Leopard-Trek Continental Team |
| 19-26 | An Post Rás                                         | 2.2  | Marcin Bialobocki        | Team UK Youth                 |
| 22-26 | Bayern-Rundfahrt                                    | 2.HC | Adriano Malori           | Lampre-Merida                 |
| 22-26 | Giro del Belgio (2013)                              | 2.HC | Tony Martin              | Omega Pharma-Quickstep        |
| 23-26 | Tour de Gironde                                     | 2.2  | Jon Larrinaga            | Euskadi                       |
| 24    | Race Horizon Park 1                                 | 1.2  | Denys Kostjuk            | Kolss Cycling Team            |
| 24-26 | Course de la Paix U23                               | 2.2U | Toms Skujiņš             | Rietumu-Delfin                |
| 25    | Grand Prix de Plumelec-Morbihan (2013)              | 1.1  | Samuel Dumoulin          | AG2R La Mondiale              |
| 26    | Boucles de l'Aulne - Châteaulin (2013)              | 1.1  | Matthieu Ladagnous       | FDJ                           |
| 26    | Race Horizon Park 2                                 | 1.2  | Mychajlo Kononenko       | Kolss Cycling Team            |
| 26    | Parigi-Roubaix Under-23                             | 1.2U | annullata                | annullata                     |
| 26    | GP Industria e Commercio - Trofeo San Vendemiano    | 1.2U | Mark Džamastagič         | Sava                          |
| 30-1  | Tour of Estonia                                     | 2.1  | Gert Jõeäär              | Cofidis, Solutions Crédits    |
| 30-2  | Tour of Trakya                                      | 2.2  | annullato                | annullato                     |

### Giugno
| Data  | Prova                                        | Cat. | Vincitore          | Squadra                           |
| ----- | -------------------------------------------- | ---- | ------------------ | --------------------------------- |
| 2     | Memorial Philippe Van Coningsloo             | 1.2  | Michael Vink       | Nuova Zelanda                     |
| 2     | Coppa della Pace - Trofeo F.lli Anelli       | 1.2  | Alessio Taliani    | Futura Team Matricardi            |
| 2     | Trofeo Alcide De Gasperi                     | 1.2  | Damien Howson      | Australia                         |
| 2     | Ronde van Zeeland Seaports (2013)            | 1.1  | André Greipel      | Lotto-Belisol Team                |
| 2     | Grand Prix Südkärnten                        | 1.2  | Julian Alaphilippe | Etixx-Ihned                       |
| 4-7   | Tour of Cappadocia                           | 2.2  | annullato          | annullato                         |
| 4-8   | Okolo Slovenska                              | 2.2  | Petr Vakoč         | Etixx-Ihned                       |
| 6     | Gran Premio del Canton Argovia (2013)        | 1.1  | Michael Albasini   | Orica-GreenEDGE                   |
| 6-9   | Ronde de l'Oise                              | 2.2  | Vegard Breen       | Joker-Merida                      |
| 7-16  | Girobio                                      | 2.2  | annullato          | annullato                         |
| 8     | Riga-Jurmala Grand Prix                      | 1.1  | Francesco Chicchi  | Vini Fantini-Selle Italia         |
| 8-15  | Internationale Thüringen-Rundfahrt           | 2.2U | Dylan van Baarle   | Rabobank Development Team         |
| 9     | Ventspils-Jurmala Grand Prix                 | 1.1  | Francesco Chicchi  | Vini Fantini-Selle Italia         |
| 9     | ProRace Berlin (2013)                        | 1.1  | Marcel Kittel      | Argos-Shimano                     |
| 9     | Internationale Raiffeisen Grand Prix         | 1.2  | Riccardo Zoidl     | Team Gourmetfein-Simplon          |
| 11-16 | Tour de Serbie                               | 2.2  | Ivan Stević        | Tușnad Cycling Team               |
| 12-16 | Ster ZLM Toer - GP Jan van Heeswijk          | 2.1  | Lars Boom          | Blanco Pro Cycling Team           |
| 12-16 | Tour de Luxembourg                           | 2.HC | Paul Martens       | Blanco Pro Cycling Team           |
| 13-15 | Małopolski Wyścig Górski                     | 2.2  | Łukasz Bodnar      | Bank BGŻ                          |
| 13-16 | Giro di Slovenia                             | 2.1  | Radoslav Rogina    | Adria Mobil                       |
| 13-16 | Route du Sud                                 | 2.1  | Thomas Voeckler    | Team Europcar                     |
| 13-16 | Boucles de la Mayenne                        | 2.2  | David Veilleux     | Team Europcar                     |
| 13-16 | Tour des Pays de Savoie                      | 2.2  | Yoann Barbas       | Armée de Terre                    |
| 14-16 | Oberösterreichrundfahrt                      | 2.2  | Riccardo Zoidl     | Team Gourmetfein-Simplon          |
| 16    | Flèche Ardennaise                            | 1.2  | Silvan Dillier     | BMC Development Team              |
| 16    | Celtic Chrono                                | 1.2  | annullata          | annullata                         |
| 19    | Halle-Ingooigem                              | 1.1  | Kenny Dehaes       | Lotto-Belisol Team                |
| 22    | Trofeo Melinda (2013)                        | 1.1  | Ivan Santaromita   | BMC Racing Team                   |
| 26    | Internationale Wielertrofee Jong Maar Moedig | 1.2  | Tim Declercq       | Topsport Vlaanderen-Baloise       |
| 26-30 | Wyścig Solidarności i Olimpijczyków          | 2.1  | Vitalij Popkov     | ISD Continental Team              |
| 29    | Omloop Het Nieuwsblad Beloften               | 1.2  | Dimitri Claeys     | VL Technics-Abutriek Cycling Team |
| 30-6  | Turul Ciclist al României                    | 2.2  | Vitalij Buc        | Kolss Cycling Team                |
| 30-7  | Österreich-Rundfahrt (2013)                  | 2.HC | Riccardo Zoidl     | Team Gourmetfein-Simplon          |

### Luglio
| Data  | Prova                                             | Cat. | Vincitore             | Squadra                     |
| ----- | ------------------------------------------------- | ---- | --------------------- | --------------------------- |
| 5-7   | Vuelta a la Comunidad de Madrid Under-23          | 2.2U | Petr Vakoč            | Etixx-Ihned                 |
| 7     | Giro del Medio Brenta                             | 1.2  | Federico Rocchetti    | Utensilnord-Ora24.eu        |
| 7     | Ronde Pévèloise                                   | 1.2  | Benoît Daeninck       | CC Nogent-sur-Oise          |
| 9-14  | Giro della Valle d'Aosta                          | 2.2U | Davide Villella       | Team Colpack                |
| 11    | Grote Prijs van de Stad Geel                      | 1.2  | Yves Lampaert         | Topsport Vlaanderen-Baloise |
| 11-14 | Sibiu Cycling Tour                                | 2.1  | Davide Rebellin       | CCC Polsat-Polkowice        |
| 11-14 | Czech Cycling Tour                                | 2.1  | Leopold König         | Team NetApp-Endura          |
| 14    | Giro dell'Appennino (2013)                        | 1.1  | Davide Mucelli        | Ceramica Flaminia-Fondriest |
| 18    | Campionati europei - Cronometro Under-23          | CC   | Victor Campenaerts    | Belgio                      |
| 19-21 | GP Internacional Torres Vedras - Troféu Agostinho | 2.2  | Eduard Prades         | OFM-Quinta da Lixa          |
| 20    | Central European Tour Miskolc GP                  | 1.2  | Sjarhej Papok         | Bielorussia                 |
| 20-24 | Tour de Wallonie                                  | 2.HC | Greg Van Avermaet     | BMC Racing Team             |
| 21    | Central European Tour Budapest GP                 | 1.2  | Krisztián Lovassy     | Utensilnord-Ora24.eu        |
| 21    | Campionati europei - Gara in linea Under-23       | CC   | Sean De Bie           | Belgio                      |
| 23-27 | Dookoła Mazowsza                                  | 2.2  | Marcin Sapa           | BDC-Marcpol Team            |
| 23-28 | Tour Alsace                                       | 2.2  | Silvio Herklotz       | Team Stölting               |
| 25    | Prueba Villafranca de Ordizia (2013)              | 1.1  | Daniel Teklehaimanot  | Orica-GreenEDGE             |
| 27    | Grand Prix Kranj (2013)                           | 1.1  | Lukas Pöstlberger     | Team Gourmetfein-Simplon    |
| 27-29 | Kreiz Breizh Elites                               | 2.2  | Nick van der Lijke    | Rabobank Development Team   |
| 28    | Sparkassen Giro Bochum                            | 2.1  | annullata             | annullata                   |
| 28    | Trofeo Matteotti (2013)                           | 1.1  | Sébastien Reichenbach | IAM Cycling                 |
| 28    | La Poly Normande (2013)                           | 1.1  | José Isidro Gonçalves | La Pomme Marseille          |
| 28    | Grand Prix de la ville de Pérenchies              | 1.2  | Melvin Ruillière      | SCO Dijon                   |
| 31    | Circuito de Getxo - Memorial Ricardo Otxoa (2013) | 1.1  | Juan José Lobato      | Euskaltel-Euskadi           |
| 31-1  | Parigi-Corrèze                                    | 2.1  | annullata             | annullata                   |
| 31-2  | Tour des Pyrénées                                 | 2.2  | annullato             | annullato                   |
| 31-4  | Giro di Danimarca                                 | 2.HC | Wilco Kelderman       | Belkin Pro Cycling Team     |

### Agosto
| Data  | Prova                                                                            | Cat.   | Vincitore               | Squadra                             |
| ----- | -------------------------------------------------------------------------------- | ------ | ----------------------- | ----------------------------------- |
| 2-4   | Vuelta Ciclista a León                                                           | 2.2    | Jordi Simón             | Coluer Bikes                        |
| 2-11  | Tour Cycliste International de la Guadeloupe                                     | 2.2    | Pierre Lebreton         | Peltrax-CSD                         |
| 4     | RideLondon Classic                                                               | 1.1    | Arnaud Démare           | FDJ.fr                              |
| 4     | Trofeo Internazionale Bastianelli                                                | 1.2    | Maksat Ajazbaev         | Continental Team Astana             |
| 4     | Antwerpse Havenpijl                                                              | 1.2    | Preben Van Hecke        | Topsport Vlaanderen-Baloise         |
| 7-11  | Vuelta a Burgos (2013)                                                           | 2.HC   | Nairo Quintana          | Movistar Team                       |
| 7-18  | Volta a Portugal                                                                 | 2.1    | Alejandro Marque        | OFM-Quinta da Lixa                  |
| 8-11  | Arctic Race of Norway                                                            | 2.1    | Thor Hushovd            | BMC Racing Team                     |
| 8-11  | Tour of Szeklerland                                                              | 2.2    | Georgi Petrov Georgiev  | Bulgaria                            |
| 9-13  | Tour de l'Ain                                                                    | 2.1    | Romain Bardet           | AG2R La Mondiale                    |
| 10    | Memoriał Henryka Łasaka (2013)                                                   | 1.2    | Florian Sénéchal        | Etixx-Ihned                         |
| 11    | Puchar Uzdrowisk Karpackich                                                      | 1.2    | Adrian Honkisz          | CCC Polsat-Polkowice                |
| 11    | Gran Premio Sportivi di Poggiana-Trofeo Bonin Costruzioni-Gran Premio Pasta Zara | 1.2U   | Andrea Zordan           | Zalf-Euromobil-Désirée-Fior         |
| 16    | Gran Premio Capodarco - Comunità di Capodarco (2013)                             | 1.2    | Matteo Busato           | Trevigiani-Dynamon-Bottoli          |
| 16-18 | Tour des Fjords                                                                  | 2.1    | Sergej Černeckij        | Katusha Team                        |
| 17    | Grand Prix Královéhradeckého Kraje                                               | 1.2    | Petr Vakoč              | Etixx-Ihned                         |
| 17    | Puchar Ministra Obrony Narodowej                                                 | 1.2    | Bartłomiej Matysiak     | CCC Polsat-Polkowice                |
| 18-25 | Baltic Chain Tour                                                                | 2.2    | Philipp Walsleben       | BKCP-Powerplus                      |
| 20    | Grote Prijs Stad Zottegem (2013)                                                 | 1.1    | Blaž Jarc               | Team NetApp-Endura                  |
| 20    | Grand Prix des Marbriers                                                         | 1.2    | Benoît Daeninck         | CC Nogent-sur-Oise                  |
| 20-23 | Tour du Limousin                                                                 | 2.1    | Martin Elmiger          | IAM Cycling                         |
| 21    | Coppa Agostoni - Giro della Brianza (2013)                                       | 1.1    | Filippo Pozzato         | Lampre-Merida                       |
| 21    | Druivenkoers - Overijse (2013)                                                   | 1.1    | Björn Leukemans         | Vacansoleil-DCM                     |
| 22    | GP Banca di Legnano-Coppa Bernocchi (2013)                                       | 1.1    | Sacha Modolo            | Bardiani Valvole-CSF Inox           |
| 23    | Dutch Food Valley Classic (2013)                                                 | 1.1    | Elia Viviani            | Cannondale Pro Cycling              |
| 23    | Tre Valli Varesine (2013)                                                        | 1.HC   | Kristijan Đurasek       | Lampre-Merida                       |
| 24-31 | Tour de l'Avenir                                                                 | 2.Ncup | Rubén Fernández Andújar | Spagna                              |
| 25    | Châteauroux Classic de l'Indre - Trophée Fenioux (2013)                          | 1.1    | Bryan Coquard           | Team Europcar                       |
| 25    | Grand Prix Sofia I                                                               | 1.2    | annullato               | annullato                           |
| 27    | Grand Prix Sofia II                                                              | 1.2    | annullato               | annullato                           |
| 27-30 | Tour du Poitou-Charentes                                                         | 2.1    | Thomas Voeckler         | Team Europcar                       |
| 30-31 | World Ports Classic                                                              | 2.1    | Nikolas Maes            | Omega Pharma-Quickstep Cycling Team |
| 31    | Giro del Veneto                                                                  | 1.1    | annullato               | annullato                           |
| 31    | Memorial Marco Pantani (2013)                                                    | 1.1    | Sacha Modolo            | Bardiani Valvole-CSF Inox           |

### Settembre
| Data  | Prova                                             | Cat. | Vincitore                 | Squadra                      |
| ----- | ------------------------------------------------- | ---- | ------------------------- | ---------------------------- |
| 1     | Schaal Sels (2013)                                | 1.1  | Pieter Jacobs             | Topsport Vlaanderen-Baloise  |
| 1     | Croatia-Slovenia                                  | 1.2  | Riccardo Zoidl            | Gourmetfein-Simplon          |
| 1     | Ronde van Midden-Nederland                        | 1.2  | Sebastian Forke           | NSP-Ghost                    |
| 1-6   | Tour de Bulgarie                                  | 2.2  | Rémy Di Grégorio          | Team Martigues SC-Vivelo     |
| 5-7   | Settimana Ciclistica Lombarda (2013)              | 2.1  | Patrick Sinkewitz         | Meridiana-Kamen Team         |
| 5-8   | Okolo Jižních Čech                                | 2.2  | Florian Sénéchal          | Etixx-iHNed                  |
| 7     | Brussels Cycling Classic (2013)                   | 1.HC | André Greipel             | Lotto-Belisol Team           |
| 8     | Kernen Omloop Echt-Susteren                       | 1.2  | Dylan Groenewegen         | De Rijke-Shanks              |
| 8     | Grand Prix de Fourmies - La Voix du Nord (2013)   | 1.HC | Nacer Bouhanni            | FDJ                          |
| 10-13 | Monviso-Venezia - Il Padania                      | 2.1  | annullato                 | annullato                    |
| 14    | De Kustpijl                                       | 1.2  | Egidijus Juodvalkis       | Crelan-Euphony               |
| 14    | Tour du Jura                                      | 1.2  | Matthias Brändle          | IAM Cycling                  |
| 15    | Tour du Doubs (2013)                              | 1.1  | Aleksejs Saramotins       | IAM Cycling                  |
| 15    | Grote Prijs Jef Scherens - Rondom Leuven (2013)   | 1.1  | Bert De Backer            | Argos-Shimano                |
| 15    | Chrono Champenois                                 | 1.2  | Campbell Flakemore        | Australia                    |
| 15    | Rabo Baronie Breda Classic                        | 1.2  | Mike Teunissen            | Rabobank Development Team    |
| 15-22 | Tour of Britain                                   | 2.1  | Bradley Wiggins           | Sky Procycling               |
| 18    | Grand Prix de Wallonie (2013)                     | 1.1  | Jan Bakelants             | RadioShack-Leopard           |
| 20    | Grand Prix de la Somme (2013)                     | 1.1  | Preben Van Hecke          | Topsport Vlaanderen-Baloise  |
| 20    | Kampioenschap van Vlaanderen (2013)               | 1.1  | Jens Debusschere          | Lotto-Belisol Team           |
| 20    | Grand Prix Pleven                                 | 1.2  | annullato                 | annullato                    |
| 21    | Grote Prijs Impanis - Van Petegem                 | 1.2  | Sep Vanmarcke             | Belkin Pro Cycling Team      |
| 21    | Gran Premio Costa degli Etruschi (2013)           | 1.1  | Michele Scarponi          | Lampre-Merida                |
| 21    | Tour Bohemia                                      | 1.2  | Josef Benetseder          | WSA                          |
| 22    | Gran Premio Industria e Commercio di Prato (2013) | 1.1  | Gianfranco Zilioli        | Androni Giocattoli-Venezuela |
| 22    | Grand Prix d'Isbergues - Pas de Calais (2013)     | 1.1  | Arnaud Démare             | FDJ.fr                       |
| 22    | Grand Prix Lovech                                 | 1.2  | annullato                 | annullato                    |
| 24    | Ruota d'Oro - GP Festa del Perdono                | 1.2U | Andrea Toniatti           | Zalf-Euromobil-Désirée-Fior  |
| 25    | Omloop van het Houtland (2013)                    | 1.1  | Marcel Kittel             | Argos-Shimano                |
| 28-29 | Tour du Gévaudan Languedoc-Roussillon             | 2.2  | Yohan Bagot               | Cofidis                      |
| 29    | Duo Normand                                       | 1.1  | Luke Durbridge Svein Tuft | Orica-GreenEDGE              |
| 29    | Gooikse Pijl                                      | 1.2  | Vegard Robinson Bugge     | Joker-Merida                 |

### Ottobre
| Data  | Prova                                               | Cat. | Vincitore                   | Squadra                             |
| ----- | --------------------------------------------------- | ---- | --------------------------- | ----------------------------------- |
| 2     | Milano-Torino (2013)                                | 1.HC | Diego Ulissi                | Lampre-Merida                       |
| 3     | Sparkassen Münsterland Giro (2013)                  | 1.1  | Jos van Emden               | Belkin Pro Cycling Team             |
| 3-6   | Eurométropole Tour                                  | 2.1  | Jens Debusschere            | Lotto-Belisol Team                  |
| 3-6   | Tour of Marmara                                     | 2.2  | annullata                   | annullata                           |
| 5     | Piccolo Giro di Lombardia (2013)                    | 1.2  | Davide Villella             | Cannondale Pro Cycling              |
| 6     | Tour de Vendée (2013)                               | 1.HC | Nacer Bouhanni              | FDJ.fr                              |
| 8     | Mémorial Frank Vandenbroucke (2013)                 | 1.1  | Reinardt Janse van Rensburg | Team Argos-Shimano                  |
| 10    | Coppa Sabatini-Gran Premio Città di Peccioli (2013) | 1.1  | Diego Ulissi                | Lampre-Merida                       |
| 10    | Parigi-Bourges (2013)                               | 1.1  | John Degenkolb              | Team Argos-Shimano                  |
| 10-13 | Tour of Gallipoli                                   | 2.2  | annullata                   | annullata                           |
| 12    | Giro dell'Emilia (2013)                             | 1.HC | Diego Ulissi                | Lampre-Merida                       |
| 13    | Gran Premio Bruno Beghelli (2013)                   | 1.1  | Leonardo Duque              | Colombia                            |
| 13    | Parigi-Tours Espoirs (2013)                         | 1.2U | Flavien Dssonville          | Comité Ile de France                |
| 13    | Parigi-Tours (2013)                                 | 1.HC | John Degenkolb              | Team Argos-Shimano                  |
| 15    | Nationale Sluitingsprijs Putte-Kapellen (2013)      | 1.1  | Jens Debusschere            | Lotto-Belisol Team                  |
| 15    | Giro di Romagna                                     | 1.1  | annullata                   | annullata                           |
| 15-20 | International Tour of Hellas                        | 2.2  | annullata                   | annullata                           |
| 16    | Coppa Placci                                        | 1.1  | annullata                   | annullata                           |
| 20    | Chrono des Nations - Les Herbiers Vendée (2013)     | 1.1  | Tony Martin                 | Omega Pharma-Quickstep Cycling Team |

## Classifiche
Risultati finali
| Pos. | Corridore           | Squadra     | Punti  |
| ---- | ------------------- | ----------- | ------ |
| 1    | Riccardo Zoidl      | Gourmetfein | 531,5  |
| 2    | Bryan Coquard       | Europcar    | 484    |
| 3    | Davide Rebellin     | CCC Polsat  | 430    |
| 4    | Matej Mugerli       | Adria Mobil | 387    |
| 5    | Thomas Voeckler     | Europcar    | 369    |
| 6    | Michael Van Staeyen | Topsport    | 367    |
| 7    | Radoslav Rogina     | Adria Mobil | 354    |
| 8    | Jonathan Hivert     | Saur-Soj.   | 334    |
| 9    | Vitalij Buc         | Kolss       | 320,67 |
| 10   | Gerald Ciolek       | MTN         | 315    |

| Pos. | Squadra                      | Punti    |
| ---- | ---------------------------- | -------- |
| 1    | Team Europcar                | 1 502,6  |
| 2    | IAM Cycling                  | 1 334,34 |
| 3    | Topsport Vlaanderen-Baloise  | 1 168,5  |
| 4    | Androni Giocattoli-Venezuela | 1 149,2  |
| 5    | Team Gourmetfein-Simplon     | 1 028    |
| 6    | Adria Mobil                  | 1 000    |
| 7    | Vini Fantini-Selle Italia    | 927,4    |
| 8    | CCC Polsat-Polkowice         | 907,34   |
| 9    | Saur-Sojasun                 | 891,5    |
| 10   | Rabobank Development Team    | 877      |

| Pos. | Nazione     | Punti    |
| ---- | ----------- | -------- |
| 1    | Francia     | 2 753,25 |
| 2    | Italia      | 2 742,2  |
| 3    | Belgio      | 1 772,17 |
| 4    | Germania    | 1 570    |
| 5    | Spagna      | 1 494    |
| 6    | Paesi Bassi | 1 441,25 |
| 7    | Rep. Ceca   | 1 433,22 |
| 8    | Ucraina     | 1 365,69 |
| 9    | Slovenia    | 1 276    |
| 10   | Austria     | 1 227    |